# Мардук-шапик-зери
Мардук-шапик-зери (Marduk-šāpik-zēri; букв. «Мардук излил семя (в смысле — Мардук его отец)») — царь Вавилонии, правил приблизительно в 1081 — 1068 годах до н. э.
Мардук-шапик-зери, сменивший на троне Мардук-надин-аххе, правил 13 лет и, судя по титулатуре, сохранял известную часть былого величия своих предшественников или, во всяком случае, претендовал на нее. Нельзя сказать, принадлежал ли он к династии своих непосредственных предшественников. С Ассирией при нем установились, по-видимому, самые дружественные отношения. В Сиппаре царь встретился с ассирийским царём Ашшур-бел-кала и заключил с ним союз против арамеев. В страну продолжали вторгаться и оседать в ней все новые и новые орды арамеев. В конце концов вавилонский престол был захвачен одним из арамейских «князьков», Адад-апла-иддином.
Мардук-шапик-зери правил 13 лет.